# Lycocerus hiroshii
Lycocerus hiroshii is een keversoort uit de familie soldaatjes (Cantharidae). De wetenschappelijke naam van de soort werd in 2001 gepubliceerd door Sato & Okushima.